# 第72回全日本バレーボール高等学校選手権大会
第72回全日本バレーボール高等学校選手権大会（だいななじゅうにかいぜんにほんバレーボールこうとうがっこうせんしゅけんたいかい）は、2020年1月5日から1月12日まで武蔵野の森総合スポーツプラザで開催された72回目の全日本バレーボール高等学校選手権大会である。

## 概要

### 日程
- 2019年12月1日：組み合わせ抽選会
- 2020年1月5日：開会式、男女1回戦
- 1月6日：男女2回戦
- 1月7日：男女3回戦、準々決勝
- 1月11日：準決勝
- 1月12日：決勝、閉会式

出典：公益財団法人日本バレーボール協会|JVA

## 出場校

### 男子
北海道・東北
- 北海道代表I：北海道科学大高（2年連続4回目）
- 北海道代表II：恵庭南（17年ぶり2回目）
- 青森県代表：五所川原工（2年連続8回目）
- 岩手県代表：不来方（2年ぶり14回目）
- 秋田県代表：雄物川（25年連続25回目）
- 山形県代表：山形南（10年ぶり11回目）
- 宮城県代表：東北（2年連続30回目）
- 福島県代表：相馬（2年ぶり21回目）

関東
- 茨城県代表：土浦日大（2年連続9回目)
- 栃木県代表：足利大付（2年ぶり39回目）
- 群馬県代表：前橋商（3年連続12回目）
- 埼玉県代表：埼玉栄（5年連続9回目）
- 千葉県代表：習志野（13年連続36回目）
- 東京都代表I：東亜学園（14年連続35回目）
- 東京都代表II：駿台学園（9年連続11回目）
- 東京都代表III（開催地）：早稲田実（2年連続8回目）
- 神奈川県代表I：川崎橘（2年連続18回目）
- 神奈川県代表II：慶應義塾（3年ぶり2回目）
- 山梨県代表：日本航空（18年連続18回目）

東海・北信越
- 長野県代表：松本国際（7年連続9回目）
- 新潟県代表：佐渡（42年ぶり2回目）
- 富山県代表：高岡第一（3年ぶり20回目）
- 石川県代表：小松大谷（初出場）
- 福井県代表：福井工大福井（2年連続43回目）
- 静岡県代表：清水桜が丘（初出場）
- 愛知県代表：愛工大名電（3年連続17回目）
- 岐阜県代表：県岐阜商（9年連続16回目）
- 三重県代表：松阪工（5年連続37回目）

近畿
- 滋賀県代表：近江（17年連続35回目）
- 奈良県代表：天理（2年連続7回目）
- 和歌山県代表：開智（25年連続25回目）
- 京都府代表：東山（6年ぶり13回目）
- 大阪府代表I：清風（5年連続27回目）
- 大阪府代表II：大塚（12年連続15回目）
- 兵庫県代表：市立尼崎（21年連続32回目）

中国
- 鳥取県代表：鳥取中央育英（3年連続3回目）
- 島根県代表：安来（5年連続26回目）
- 岡山県代表：岡山東商（5年連続33回目）
- 広島県代表：崇徳（6年連続46回目）
- 山口県代表：高川学園（5年連続8回目）

四国
- 香川県代表：多度津（2年連続5回目）
- 徳島県代表：徳島科学技術（2年連続2回目）
- 愛媛県代表：新田（3年連続16回目）
- 高知県代表：高知（4年連続19回目）

九州
- 福岡県代表：東福岡（9年連続11回目）
- 佐賀県代表：佐賀学園（2年連続5回目）
- 長崎県代表：大村工（10年連続17回目）
- 熊本県代表：鎮西（11年連続32回目）
- 大分県代表：大分南（初出場）
- 宮崎県代表：都城工（4年連続36回目）
- 鹿児島県代表：鹿児島工（14年ぶり11回目）
- 沖縄県代表：西原（10年連続25回目）

### 女子
北海道・東北
- 北海道代表I：札幌山の手（2年連続12回目）
- 北海道代表II：旭川実（3年ぶり29回目）
- 青森県代表：青森西（3年連続16回目）
- 岩手県代表：盛岡誠桜（6年連続25回目）
- 秋田県代表：秋田北（2年連続4回目）
- 山形県代表：山形商（4年ぶり10回目）
- 宮城県代表：古川学園（15年連続40回目）
- 福島県代表：郡山女子大附（4年連続21回目）

関東
- 茨城県代表：土浦日大（2年ぶり18回目）
- 栃木県代表：國學院栃木（33年連続34回目）
- 群馬県代表：西邑楽（2年連続6回目）
- 埼玉県代表：細田学園（5年連続20回目）
- 千葉県代表：敬愛学園（3年ぶり9回目）
- 東京都代表I：文京学院大女子（3年連続11回目）
- 東京都代表II：八王子実践（5年連続42回目）
- 東京都代表III（開催地）：共栄学園（3年ぶり16回目）
- 神奈川県代表I：川崎橘（2年連続25回目）
- 神奈川県代表II：横浜隼人（初出場）
- 山梨県代表：増穂商（2年ぶり31回目）

東海・北信越
- 長野県代表：東京都市大塩尻（2年連続7回目）
- 新潟県代表：長岡商（2年連続8回目）
- 富山県代表：富山第一（7年連続15回目）
- 石川県代表：金沢商（18年連続45回目）
- 福井県代表：福井工大福井（6年連続6回目）
- 静岡県代表：富士見（7年連続12回目）
- 愛知県代表：岡崎学園（3年ぶり44回目）
- 岐阜県代表：済美（2年連続3回目）
- 三重県代表：三重（3年連続4回目）

近畿
- 滋賀県代表：近江兄弟社（2年連続12回目）
- 奈良県代表：奈良文化（2年連続2回目）
- 和歌山県代表：和歌山信愛（6年連続35回目）
- 京都府代表：京都橘（21年連続23回目）
- 大阪府代表I：金蘭会（9年連続9回目）
- 大阪府代表II：大阪国際滝井（3年ぶり24回目)
- 兵庫県代表：氷上（2年ぶり35回目）

中国
- 鳥取県代表：米子西（4年ぶり17回目）
- 島根県代表：安来（2年ぶり36回目）
- 岡山県代表：就実（6年連続43回目）
- 広島県代表：広島桜が丘（11年ぶり2回目）
- 山口県代表：誠英（30年連続40回目）

四国
- 香川県代表：高松商（4年ぶり10回目）
- 徳島県代表：城南（2年ぶり11回目）
- 愛媛県代表：松山東雲（4年連続6回目）
- 高知県代表：高知（初出場）

九州
- 福岡県代表：誠修（2年ぶり17回目）
- 佐賀県代表：鳥栖商（20年ぶり4回目）
- 長崎県代表：九州文化学園（2年連続32回目）
- 熊本県代表：熊本信愛女学院（3年ぶり32回目）
- 大分県代表：東九州龍谷（20年連続35回目）
- 宮崎県代表：延岡学園（2年連続18回目）
- 鹿児島県代表：鹿児島女子（3年ぶり35回目）
- 沖縄県代表：首里（6年ぶり2回目）